# یواس‌اس روبالو (اس‌اس-۲۷۳)
یواس‌اس روبالو (اس‌اس-۲۷۳) (به انگلیسی: USS Robalo (SS-273)) یک زیردریایی است که طول آن ۳۱۱ فوت ۹ اینچ (۹۵٫۰۲ متر) می‌باشد. این زیردریایی در سال ۱۹۴۳ ساخته شد.